# Щербина Борис Євдокимович
Бори́с Євдоки́мович Щерби́на (5 жовтня 1919, місто Дебальцеве, тепер Донецької області — 22 серпня 1990, місто Москва) — український радянський державний і партійний діяч, заступник голови Ради Міністрів СРСР. Член ЦК КПРС (1976—1990 роки), кандидат у члени ЦК КПРС (1961—1976). Депутат Верховної Ради СРСР 6—11-го скликань (1962—1989). Депутат Верховної Ради РРФСР 5-го скликання (1959—1963 рр.). Герой Соціалістичної Праці (6.10.1983).

## Життєпис
Народився в родині робітника-залізничника. Після закінченні школи 1937 року вступив до Харківського інституту інженерів залізничного транспорту. Навчання переривалося участю в радянсько-фінській війні у складі 316-го окремого лижного ескадрону, куди Щербина відправився добровольцем.
Член ВКП(б) з 1939 року.
1942 року закінчив Харківський інститут інженерів залізничного транспорту, працював інженером відділення Північно-Донецької залізниці та керівником групи військових перевезень у місті Куп'янську Харківської області.
1942 — секретар Харківського обласного комітету ЛКСМУ. У 1942—1943 роках — інструктор ЦК ВЛКСМ. У 1943—1944 роках — секретар Харківського обласного комітету ЛКСМУ.
1944—1945 — інструктор, завідувач сектору Харківського обласного комітету КП(б)У.
1945—1948 — слухач Республіканської партійної школи при ЦК КП(б)У.
1948—1950 — 2-й секретар Орджонікідзевського районного комітету КП(б)У міста Харкова.
1950—1951 — секретар Харківського міського комітету КП(б)У.
У вересні 1951—1956 роках — секретар Іркутського обласного комітету КПРС.
1956 — квітень 1961 — 2-й секретар Іркутського обласного комітету КПРС.
У квітні 1961 — січні 1963 року — 1-й секретар Тюменського обласного комітету КПРС. У січні 1963 — грудні 1964 року — 1-й секретар Тюменського сільського обласного комітету КПРС. У грудні 1964 — 18 грудня 1973 року — 1-й секретар Тюменського обласного комітету КПРС.
5 грудня 1973 — 11 лютого 1984 року — міністр будівництва підприємств нафтової і газової промисловості СРСР.
13 січня 1984 — 7 червня 1989 року — заступник Голови Ради Міністрів СРСР. Одночасно в 1986—1989 роках — голова Бюро Ради Міністрів СРСР із паливно-енергетичного комплексу.
1986 року очолював урядову комісію з ліквідації наслідків аварії на Чорнобильській АЕС, а 1988 року очолював аналогічну комісію з ліквідації наслідків землетрусу у Вірменії.
З червня 1989 року — персональний пенсіонер союзного значення в Москві.
Помер від раку. Похований на Новодівочому цвинтарі.

## Нагороди
- Герой Соціалістичної Праці (6.10.1983)
- чотири ордени Леніна (3.10.1969; 13.12.1972; 4.10.1979; 6.10.1983)
- орден Жовтневої Революції (25.10.1971)
- два ордени Трудового Червоного Прапора (11.01.1957; 22.03.1966)
- медалі
- Почесна грамота ЦК ЛКСМ України (1939)

## Пам'ять
Почесний житель міста Дебальцеве (посмертно). На сесії міської ради, яка відбулася 23 жовтня 2009 року, депутати одноголосно надали Борису Щербині звання почесного жителя міста Дебальцеве Донецької області.
З'являється в документальному фільмі «Чорнобиль: Два кольори часу» (1986-88).
У 2019 році на екрани вийшов мінісеріал HBO Чорнобиль, де одним із головних героїв є Борис Щербина. Його роль зіграв шведський актор Стеллан Скашгорд.